# 正保
正保，日本的年號之一。在寬永之後，慶安之前。為1645年至1648年間。這時期的天皇為後光明天皇。江戶幕府將軍為德川家光。

## 改元
- 寬永二十一年十二月十六日（西元1645年1月13日）因後光明天皇即位而改元
- 正保五年二月十五日（西元1648年4月7日）改元慶安

## 出典
《尚書》：「昔先正保衡，作我先王……佑我烈祖，格于皇天」

## 正保年間大事
3年
- 鄭成功向幕府請求援兵，被幕府拒絕。

### 出生
- 2年
  - 不明-本因坊道策，圍棋手。

### 逝世
- 元年
  - 3月25日（5月1日）-松平忠明，郡山藩大名
- 2年
  - 5月19日（6月13日）-宮本武藏，劍豪，二天一流始創者。
  - 12月2日（1646年1月18日）-細川忠興，江戶時代小倉藩主。
  - 12月11日（1646年1月27日-澤庵宗彭，臨濟宗名僧。
- 3年
  - 3月26日（5月11日）柳生宗矩，德川將軍家劍術師範。
  - 6月4日（7月16日）-伊達成實，仙台藩伊達氏家臣。
  - 8月1日（9月10日）-細川忠隆，細川忠興長男，被忠興廢嫡。
- 4年
  - 11月14日（12月10日）-阿部正次，江戶時代大名。

## 紀年和曆對照表
表格中各月的干支即為各月的第1日，「大」表示該月有30日，「小」表示該月有29日，「閏月」表格中的漢文數字表示該年為閏某月（比如「五壬子」裡有漢文數字「五」，即表示該行所在年份有閏五月），各月初一底下的數字表示對應的西曆日期。
| 西元   | 干支 | 紀年     | 正月   | 二月   | 三月   | 四月   | 五月   | 六月   | 七月   | 八月   | 九月   | 十月   | 十一月 | 十二月    | 閏月     |
| ------ | ---- | -------- | ------ | ------ | ------ | ------ | ------ | ------ | ------ | ------ | ------ | ------ | ------ | --------- | -------- |
| 1644年 | 甲申 | 正保元年 |        |        |        |        |        |        |        |        |        |        |        | 乙卯大    |          |
| 1644年 | 甲申 | 正保元年 |        |        |        |        |        |        |        |        | 12/29  |        |        |           |          |
| 1645年 | 乙酉 | 正保二年 | 乙酉小 | 甲寅大 | 甲申小 | 癸丑大 | 癸未小 | 辛巳大 | 辛亥小 | 庚辰大 | 庚戌大 | 庚辰小 | 己酉大 | 己卯大    | 五壬子小 |
| 1645年 | 乙酉 | 正保二年 | 1/28   | 2/26   | 3/28   | 4/26   | 5/26   | 7/23   | 8/22   | 9/20   | 10/20  | 11/19  | 12/18  | 1646/1/17 | 6/24     |
| 1646年 | 丙戌 | 正保三年 | 己酉小 | 戊寅大 | 戊申小 | 丁丑大 | 丁未小 | 丙子小 | 乙巳大 | 乙亥小 | 甲辰大 | 甲戌小 | 癸卯大 | 癸酉大    |          |
| 1646年 | 丙戌 | 正保三年 | 2/16   | 3/17   | 4/16   | 5/15   | 6/14   | 7/13   | 8/11   | 9/10   | 10/9   | 11/8   | 12/7   | 1647/1/6  |          |
| 1647年 | 丁亥 | 正保四年 | 癸卯大 | 癸酉小 | 壬寅大 | 壬申小 | 辛丑大 | 辛未小 | 庚子小 | 己巳小 | 戊戌大 | 戊辰大 | 戊戌小 | 丁卯大    |          |
| 1647年 | 丁亥 | 正保四年 | 2/5    | 3/7    | 4/5    | 5/5    | 6/3    | 7/3    | 8/1    | 8/30   | 9/28   | 10/28  | 11/27  | 12/26     |          |
| 1648年 | 戊子 | 正保五年 | 丁酉大 | 丙申大 |        |        |        |        |        |        |        |        |        |           | 正丁卯小 |
| 1648年 | 戊子 | 正保五年 | 1/25   | 3/24   |        |        |        |        |        |        |        |        |        |           | 2/24     |